# Beauvilliers (Loir-et-Cher)
Beauvilliers foi uma comuna francesa na região administrativa do Centro, no departamento Loir-et-Cher. Estendia-se por uma área de 8,8 km². Em 2010 a comuna tinha 62 habitantes (densidade: 7 hab./km²).
Em 1 de janeiro de 2017, passou a formar parte da comuna de Oucques La Nouvelle.